# الفتنة الثالثة
الفتنة الثالثة، كانت سلسلةً من الحروب الأهلية والانتفاضات ضد الخلافة الأموية، بدايةً بالإطاحة بالخليفة الوليد بن يزيد عام 744 وانتهاءً بانتصار مروان بن محمد على مختلف المتمردين والمنافسين للخلافة عام 747. مع ذلك، لم تُستعد السلطة الأموية بالكامل في عهد مروان بن الحكم، واستمرت الحرب الأهلية مع الثورة العباسية (بين عامي 746 و750) التي بلغت ذروتها عند الإطاحة بالأمويين وقيام الخلافة العباسية بين عامي 749 و750. وبالتالي لا يمكن وضع حدود زمنية واضحة لهذا الصراع.

## سقوط يزيد الثالث
بدأت الحرب الأهلية عام 744 بالإطاحة بالوليد الثاني (الذي حكم بين عامي 743 و744) الذي خلف عمه هشام بن عبد الملك (الذي حكم بين عامي 724 و743). عُين هشام من قبل أخيه يزيد الثاني (الذي حكم بين عامي 720 و724)، الذي أمر أن يخلفه ابنه، الوليد الثاني، من بعده.
استُقبل الوليد الثاني استقبالًا جيدًا في البداية بسبب عدم شعبية هشام وقراره زيادة رواتب الجيش، لكن شعبيته تغيرت بسرعة. ورد أن الوليد الثاني كان يهتم بالملذات الدنيوية أكثر من اهتمامه بالدين، وهي سمعة يمكن تأكيدها من خلال زخرفته ما يسمى بـ «القلاع الصحراوية» (بما في ذلك قصير عمرة وخربة المفجر) التي تُنسب إليه. استاء بعض أفراد الأسرة الأموية بصعوده إلى السلطة، وتفاقم هذا العداء عندما عين ولديه القاصرين ورثة له وجلد وسجن ابن عمه سليمان بن هشام. نشأت معارضة إضافية بسبب اضطهاده لطائفة القادرية، ومن خلال مشاركته في التنافس المستمر بين القبائل الشمالية (القيسية/المضر) والجنوبية (بنو كلب/اليمنية). مثل والده، كان يُنظر إلى الوليد الثاني على أنه مؤيد للقبائل القيسية، خاصةً بعد تعيينه يوسف بن عمر الثقفي والٍ للعراق، الذي عذب سلفه اليمني خالد بن عبد الله القسري حتى الموت.
في أبريل عام 744، دخل يزيد الثالث، ابن الوليد الأول (الذي حكم بين عامي 705 و715)، دمشق. استولى أنصاره، المدعومين من قبل العديد من قبائل بنو كلب في المنطقة المحيطة، على المدينة وأعلنوه خليفة. هرب الوليد الثاني، الذي كان في إحدى قلاعه الصحراوية، إلى البكرة بالقرب من تدمر. حشد قوة صغيرة من بنو كلب وبنو قيس في حمص، ولكن عندما وصل جيش يزيد الثالث الأكبر بكثير بقيادة عبد العزيز بن الحجاج بن عبد الملك، فر معظم أنصاره. قُتل الوليد الثاني وأرسل رأسه المقطوع إلى دمشق. تبع ذلك انتفاضة مؤيدة لبني قيس في حمص، بقيادة أبو محمد السفياني، لكنها هزمت بشكل حاسم في دمشق من قبل سليمان الذي أطلِق سراحه من السجن. ألقِي أبو محمد في سجن دمشق مع أبناء الوليد الثاني.
خلال فترة حكمه القصيرة، كان يزيد الثالث حاكمًا نموذجيًا، إذ حاول تقليد تقوى عمر الثاني (الذي حكم بين عامي 717 و720). كان يميل بشكل إيجابي إلى القادرية، وحاول بوعي أن يبعد نفسه عن النقد المتكرر للحكم الاستبدادي الموجه إلى أسلافه الأمويين. وعد بالامتناع عن إساءة استخدام سلطته - في الغالب فيما يتعلق بالاستياء الكبير من الضرائب الكثيرة، وثراء الأمويين وأتباعهم، والتفضيل الممنوح لسوريا على أجزاء أخرى من الخلافة، والغياب الطويل للجنود في حملات بعيدة - وأصر أنه اختير من قبل مجلس الشورى، بدلًا من تعيينه، ومن حق المجتمع أن يعزله إذا فشل في واجباته أو إذا وجدوا شخصًا أكثر ملاءمة لقيادتهم. في الوقت نفسه، شهد عهده صعودًا متجددًا لليمنيين، إذ طُرد يوسف بن عمر وسُجن بعد محاولته دون جدوى إثارة ثورة بين بني قيس في العراق. كان خليفة خلف في العراق والشرق هو منصور بن جمهور من بني كلب، لكن سرعان ما حل محله ابن عمر الثاني، عبد الله بن عمر بن عبد العزيز. خلال فترة ولايته القصيرة، حاول منصور إقالة والي خراسان، نصر بن سيار، لكن الأخير تمكن من الاحتفاظ بمنصبه. توفي يزيد الثالث في سبتمبر عام 744 بعد حكم دام ستة أشهر فقط. يبدو أنه بناءً على نصيحة طائفة القادرية، عيّن شقيقه إبراهيم خليفةً له، لكنه لم يحظ بدعم كبير وواجه على الفور ثورة مروان بن محمد (الذي حكم بين عامي 744 و750)، حفيد مروان الأول (الذي حكم بين عامي 684 و685) وحاكم الجزيرة (الجزيرة الفراتية). 

## صعود مروان بن محمد
كان مروان بن محمد، الذي أشرف لعدة سنوات على الحملات ضد البيزنطيين والخرز على الحدود الشمالية الغربية للخلافة، قد فكر في المطالبة بالخلافة عند وفاة الوليد الثاني، لكن تمرد بني كلب أجبره على الانتظار. بدلًا من ذلك، عينه يزيد الثالث حاكمًا على الجزيرة الفراتية وأقام في مدينة حران التي يسودها بنو قيس.

### سوريا
بعد وفاة يزيد الثالث عام 744، انتقل مروان إلى سوريا، مدعيًا أنه جاء لإعادة العرش لابنيّ الوليد الثاني المسجونين. توافد عليه بنو قيس المحليون في منطقتي قنسرين وحمس في الشمال. في مرحلة ما، على الطريق المؤدية من بعلبك إلى دمشق، واجه سليمان، الذي جلده وسجنه الوليد الثاني، مروان بن محمد . معه، كان مع سليمان بنو كلب من جنوب سوريا والداكوانية، الذي هو جيش شخصي قوي من رجال سليمان يبلغ عددهم 5000 رجل، كان يتم تمويلهم من أمواله وممتلكاته الخاصة ويتم تجنيدهم في الغالب من الموالي (المسلمين غير العرب). هزم مروان بن محمد سليمان الذي فر إلى دمشق. أجبر مروان بن محمد الأسرى الذين أخذهم في المعركة على مبايعة أبناء الوليد الثاني، وقتِل الأبناء على يد يزيد بن خالد القسري بأمر من سليمان، مع يوسف الثقفي. ثم فر سليمان وأتباعه، بمن فيهم الخليفة المعين إبراهيم، إلى تدمر.
دخل مروان بن محمد دمشق بسلام في نوفمبر أو ديسمبر وأُعلن نفسه خليفة. تجنب مروان الأساليب الانتقامية واتبع سياسة تصالحية، ما سمح للمحافظات السورية (الجند) باختيار حكامها. سرعان ما جاء سليمان وإبراهيم إلى دمشق واستسلموا لمروان بن محمد.
بدا أن قبضة مروان بن محمد على السلطة في حالة استقرار، ولكن عندما نقل عاصمة الخلافة من دمشق إلى مدينة حران العسكرية، اعتُبر أنه تخلى عن سوريا، وأثارت هذه الخطوة الاستياء بين بني كلب المهزومين. نتيجة لذلك، في صيف عام 745، انتفض بنو كلب في فلسطين في عهد الحاكم المحلي ثابت بن نعيم. سرعان ما انتشرت الثورة في جميع أنحاء سوريا، حتى لمناطق بني قيس الموالية ظاهريًا مثل حمص. اضطر مروان بن محمد إلى العودة إلى سوريا وقمع الثورة في مدينة تلو الأخرى. بعد أن أجبر حمص على الاستسلام، حرر دمشق من حصار يزيد بن خالد القسري الذي أُعدِم. ثم أنقذ طبريا التي كان يحاصرها ثابت. هرب ثابت وتشتت قواته، ولكن قُبض على أبنائه الثلاثة نعيم وبكر وعمران وتم إعدامهم. قُبض على ثابت فيما بعد مع ابنه الآخر، رفاع، وتم إعدامهما. بعد هجوم مروان بن محمد على معقل بني كلب في تدمر، استسلم زعيمهم أبراش الكلبي.
مع عودة سوريا إلى قبضته على ما يبدو، أمر مروان بن محمد أفراد الأسرة الأموية بالتجمع حوله وعين ولديه وريثين له. ثم ركز انتباهه على العراق، حيث كان هناك جيش بقيادة يزيد بن هبيره يحاول السيطرة على المحافظة من أجله. جمع مروان بن محمد جيشًا جديدًا وأرسله لمساعدة ابن هبيره. في غضون ذلك، اندلع تمرد آخر بقيادة سليمان المهزوم سابقًا في شمال سوريا. في الرصافة، انشق جيش مروان بن الحكم وانضم إلى سليمان. ثم احتلوا قنسرين، وانضم إليهم مرة أخرى الكثير من السوريين غير الراضين عن حكم مروان بن الحكم. جلب مروان بن الحكم الجزء الأكبر من قواته من العراق وهزم متمردي سليمان بالقرب من قنسرين. هرب سليمان مرة أخرى إلى تدمر، ومن ثم فر إلى الكوفة. انسحبت معظم قواته الناجية إلى حمص تحت قيادة شقيقه سعيد، حيث سرعان ما حاصرتهم قوات مروان بن الحكم. استمر الحصار حتى الشتاء بين عامي 745 و746، لكن في النهاية استسلمت حمص. نتيجة غضبه من الثورات السورية المتكررة على الرغم من تساهله السابق، تحرك مروان بن الحكم، في صيف عام 746، لمنع أي مقاومة أخرى من خلال هدم أسوار أهم المدن السورية، بما في ذلك حمص ودمشق وربما القدس أيضًا.

### مصر والعراق
ظهرت معارضة مروان وبني قيس التابعين له في مصر، حيث حاول المحافظ حفص بن الوليد بن يوسف الحضرمي، وهو عضو في المجتمع الاستيطاني العربي المحلي المهيمن تقليديًا، استخدام اضطرابات الحرب الأهلية لاستعادة سيطرة مجتمعه على الشؤون المصرية: طُرد السوريون قسرًا من العاصمة الفسطاط، وقام حفص بتجنيد قوة عسكرية مكونة من 30 ألف رجل، سُميت حفصية نسبةً له، من غير العرب الذي أسلموا (المقاميسة والموالي). أرسل مروان حسن بن عطية ليحل محله وأمر بحل الحفصية، لكن الأخير رفض قبول الأمر وتمرد، وحاصر الحاكم الجديد في منزله حتى أُجبر هو وصاحب الشرطة على مغادرة مصر. أعيد حفص، على الرغم من عدم رغبته، من قبل القوات المتمردة ليصبح حاكمًا مرةً أخرة. في العام التالي، 745، أرسل مروان واليًا جديدًا، هوذرة بن سهيل البحيلي، على رأس جيش سوري كبير. على الرغم من حرص أنصاره على المقاومة، قرر حفص التنازل عن منصبه. استولى هوذرة على الفسطاط دون معارضة، لكنه بدأ على الفور حملة تطهير راح ضحيتها حفص والعديد من قادة الحفصية.
في غضون ذلك، تزامن تمرد مروان مع انتفاضة علوية في الكوفة، بقيادة عبد الله بن معاوية، في أكتوبر 744. نجح معاوية في الفرار إلى إقليم الجبال. هناك واصل المعارضون للنظام الأموي دعم معاوية، وتمكن من بسط سيطرته على أجزاء كبيرة من بلاد فارس، بما في ذلك معظم إقليم الجبال والأحواز وفارس وكرمان. أقام أولًا في أصفهان ثم في إصطخر. عين مروان بن الحكم مؤيدًا له، قيسي نادر بن سعيد الحراشي، حاكمًا للعراق، لكن عبد الله بن عمر احتفظ بولاء أغلبية بني كلب من القوات السورية، ولعدة أشهر، اشتبك الحاكمان المتنافسان وقواتهما حول الحيرة. انتهى هذا الصراع فجأة مع تمرد الخوارج الذي بدأ بين قبائل بني ربيعة في الجزيرة الفراتية. على الرغم من أن «الشماليين»، بنو ربيعة، وخاصةً بنو شيبان، كانوا أعداء للمضر وبني قيس وعارضوا استيلاء مروان بن محمد على الحكم.